# 2022年同乐运动会
2022年同乐运动会（英語：2022 Gay Games）是将要举办的第十一届同樂運動會。该运动会是由LGBTQ+群体主办并为LGBTQ+运动员、艺术家及音乐家开放的一个国际綜合運動會和文化盛事。
本届同乐运动会原计划于2022年11月11-19日在香港举行。但在2021年9月主办方宣布因2019冠状病毒病疫情此届运动会将延期至2023年11月进行。
2022年2月14日，瓜达拉哈拉增选为本届同乐运动会的共同主办城市。

## 挑选过程
2017年10月30日在巴黎市政厅里举办的活动中香港宣布为第11届同乐运动会的主办城市。香港在第一轮的投票中就获得了绝对多数票。这将是同乐运动会第一次在亚洲举办。
2016年4月公布了角逐2022年第11届同乐运动会主办城市的长名单，总共有17个数量破历史记录的城市对主办权感兴趣。2016年6月30日，同乐运动会联合会宣布共有11个城市递交了正式竞标的意向书。2016年7月31日，9个城市缴付了参与竞标的第二笔登记费。2016年11月30日，8个城市递交了竞标书。
2017年3月1日宣布了包括3个候选城市的入围名单。瓜达拉哈拉市、香港特別行政區和华盛顿哥伦比亚特区在2017年10月30日最终揭晓前分别安排了实地考察。

## 爭議

### 台灣宣布不會組團參加
2021年8月，負責籌備台灣民間參與「同樂會」的「台灣同志運動發展協會」（TGSMA，簡稱「台灣同運會」）理事長楊智群向BBC中文表示，該協會經過種種港區國安法考量及討論，決議因為無法保障數百位台灣選手的安全，最後改以折衷方案，不會以組織名義參與2022香港「同樂會」，但會協助以個人名義參賽的選手。

### 香港內部反對聲音
2021年6月，香港建制派議員何君堯形容有關的經濟收益為「污糟錢」，經民聯梁美芬則批評運動會強烈推廣同志運動，質疑政府高調支持活動。平等機會委員會呼籲各界以包容和尊重的態度看待，不要將運動會污名化。8月，何君堯稱活動表面上是講公平、共融，實際是「披著羊皮的豺狼」，反問當局有否詢問港區國安委就舉辦同樂運動會，是否符合《國家安全法》和《港區國安法》。同樂運動會籌委會其後表示，有少數立法會議員試圖將活動政治化，但這些屬少數的反共融聲音，而他們是得到廣大市民、商界及其他議員的大力支持。
2023年4月20日，何君堯上發起聯署，稱目標收集12萬個簽名要求煞停同運會，認為「嚴重地衝擊着社會的傳統價值觀」。他認為政府不應予以鼓勵和支持，因會「給人解讀為傾向支持同性運動」，甚至同性婚姻合法化。平等機會委員會指只要活動是宣揚平等機會及社會共融等價值，也會支持舉辦。